# ТЕС Каїр-Південь
ТЕС Каїр-Південь — теплова електростанція в Єгипті, розташована на східному березі Нілу між околицею Каїра та містом Хелуан.
У 1950-х та 1960-х роках на площадці ТЕС Каїр-Південь встановили чотири парові турбіни по 60 МВт виробництва компаній Siemens та English Electric, що зробило станцію першою потужною класичною конденсаційною ТЕС в Єгипті. Дві останні з них вивели з експлуатації весною 2015-го. На той час тут вже працювало кілька більш нових блоків:
- у 1989-му розпочали роботу три газові турбіни компанії General Electric типу 9001FA потужністю по 110;
- в 1995-му ввели в експлуатацію парогазовий блок комбінованого циклу з однією газовою турбіною General Electric типу 9001E потужністю 110 МВт та однією паровою турбіною потужністю 55 МВт.
Наразі станція передусім використовує природний газ, що надходить до столичного регіону по численним трубопроводам та розподіляється по каїрській агломерації за допомогою Каїрського газопровідного кільця.